# Chiesa di San Lorenzo (Canneto)
La chiesa di San Lorenzo è una chiesa situata a Canneto in piazzetta della Chiesa, nel comune di Monteverdi Marittimo.

## Storia e descrizione
La chiesa, posta all'interno del castello di Canneto, ancora cinto dalle mura tardomedievali, mostra un impianto romanico, che è stato alterato da ristrutturazioni ottocentesche.
La chiesa fu eretta nell'XI o XII secolo. Era all'inizio un feudo della badia di Monteverdi.
Al suo interno è stato trovato di recente un crocifisso in bronzo databile al XII o XIII secolo e ritenuto di grande valore. Sul crocifisso è presente un'incisione che rappresenta La Vergine, San Giovanni, l'Angelo e il Sepolcro.